# Hindelbank
Hindelbank – gmina (niem. Einwohnergemeinde) w Szwajcarii, w kantonie Berno, w regionie administracyjnym Emmental-Oberaargau, w okręgu Emmental. 1 stycznia 2021 do gminy przyłączono gminę Mötschwil.

## Demografia
W Hindelbanku mieszka 2806 osób. W 2020 roku 13,1% populacji gminy stanowiły osoby urodzone poza Szwajcarią.

## Transport
Przez teren gminy przebiega autostrada A1 oraz drogi główne nr 1 i nr 245.